# Leszno (powiat przasnyski)
Leszno – wieś w Polsce położona w województwie mazowieckim, w powiecie przasnyskim, w gminie Przasnysz. Ma status sołectwa.
W latach 1975–1998 miejscowość należała administracyjnie do województwa ostrołęckiego.
W Lesznie działa zespół szkół, w którego skład wchodzi szkoła podstawowa i gimnazjum, które od 1999 roku nosi imię św. Stanisława Kostki. Dzięki dotacjom z Unii Europejskiej przy szkole została zbudowana sala gimnastyczna. W 2012 roku dzięki rządowemu programowi „Radosna szkoła” na terenie szkoły powstał nowoczesny plac zabaw.
Na terenie wsi działa założona w 1929 ochotnicza straż pożarna. Wieś w 2013 roku zamieszkiwało 848 osób. Przez Leszno przebiega kolej wąskotorowa (aktualnie niedziałający) odcinek Leszno – Przasnysz – Górki.
Można tu też zobaczyć kaplicę pw. św. Stanisława Kostki.
W Lesznie urodzili się Feliks Tadżak ps. „Wilk” oraz Stanisław Tadżak ps. „Wolf” – żołnierze wyklęci.
Wierni Kościoła rzymskokatolickiego należą do parafii św. Stanisława Kostki w Przasnyszu.

## Historia
Pierwsza wzmianka historyczna o wsi Leszno pochodzi z 1567 roku, kiedy właścicielami Leszna byli Róża Nieborska i Stanisław Leszczyński, wojski ciechanowski. Od Leszczyńskich wywodzi się prawdopodobnie nazwa wsi. Dwór i park powstały w połowie XIX wieku. Od XIX wieku właścicielami majątku byli Ostrowscy.
W 1922 roku po bezpotomnej śmierci właścicielki wsi (wywodzącej się z rodu Ostrowskich) Leszno odziedziczył spokrewniony z Ostrowskimi Zygmunt Rakowiecki. Posiadał 35 włók ziemi (włóka to ok. 18 ha). Pozostał on właścicielem folwarku do 1939 roku. Po wkroczeniu Niemców dziedzic wraz z rodziną został zmuszony do opuszczenia majątku, pozwolono mu tylko zabrać garść ziemi z dziedzińca dworu. W 1945 r. folwark został rozparcelowany, park przejęła Rolnicza Spółdzielnia, która uległa likwidacji w 1995 r. We dworze zorganizowano szkołę podstawową, która istniała tam do 1972 r. (do szkoły należało 1,99 ha z parkiem.) W 2007 roku budynek spłonął. W 1996 r. Skarb Państwa przekazał nieruchomość (teren po byłej szkole) gminie Przasnysz.
W czasach II Rzeczypospolitej wieś nie była zamożna. Kilku największych gospodarzy miało do 30 morgów ziemi, większość po 10–15 (jedna morga to ok. 0,5 ha).
Podczas dwudziestolecia międzywojennego na miejscu kaplicy znajdowały się domy prywatne, w których mieściła się szkoła podstawowa.
Latem 1929 r. nad Lesznem rozpętała się burzowa nawałnica. Jeden z piorunów uderzył w dworską chatę, w krótkim czasie spłonął cały budynek i obora. Służba dworska oraz mieszkańcy Leszna próbowali ratować dom, mając do dyspozycji tylko wiadra z wodą. To wydarzenie uświadomiło miejscowemu dziedzicowi Zygmuntowi Rakowieckiemu, że lokalna społeczność powinna powołać ochotniczą straż pożarną. Za pieniądze zebrane ze składek mieszkańców zakupiono sikawkę ręczną przenośną, węże, prądownicę, bosaki, hełmy i pasy parciane oraz toporki.

## Zabytki
Przy drodze do Przasnysza przed Lesznem (przy torach kolejki) stoi krzyż kuty żelazny na wysokim cokole kamiennym – tzw. krzyż grzebalny z 1885 r. Odprowadzano do niego zwłoki wszystkich zmarłych. Postać Pana Jezusa na tym krzyżu ma urwaną lewą rękę. Legenda głosi, że w 1945 roku po wkroczeniu wojsk radzieckich jeden z żołnierzy Armii Czerwonej, przechodząc obok krzyża, odstrzelił lewą rękę figurki Pana Jezusa. Sam poszedł w kierunku Przasnysza, jednak po przejściu kilkuset metrów został trafiony jedną kulą i zginął. Przy torach kolejki stoi również kapliczka św. Jana Nepomucena z końca XVIII w. z drewnianą postacią świętego. Św. Jan strzeże jak przed wiekami podróżnych. W wiosce znajduje się wykonana z piaskowca XIX-wieczna figura Matki Boskiej. Figurka ta pierwotnie stała na dziedzińcu dworu w Lesznie, gdzie obecnie znajduje się plac zabaw dla dzieci. Przy niej odbywały się nabożeństwa Majowe, odprawiano Mszę Świętą w Poświęcenie Pól. To spod niej wyruszali mieszkańcy Leszna na wojnę. W parku podworskim pod nieistniejącym już jesionem wypoczywał podczas wakacji u swojego szkolnego kolegi Henryk Sienkiewicz, dzisiaj to miejsce upamiętnia tablica i ławka. Jesion spłonął 10 października 2009 roku.
We wsi znajduje się zabytkowy park i zespół podworski z przełomu XIX i XX wieku.
Kilometr na południe od wsi – na północno-zachodnim skraju lasu Grabówiec – znajduje się cmentarz wojenny, pochodzący z okresu bitwy przasnyskiej. Nekropolia ma powierzchnię ok. 0,2 ha, pochowanych jest na niej 80 żołnierzy niemieckich i nieznana liczba żołnierzy rosyjskich. W latach 70. na cmentarzu znajdowały się drewniane krzyże, wskazujące miejsca pochówków żołnierzy.